# شهرستان مونروو (ویسکانسین)
شهرستان مونروو، ویسکانسین (به انگلیسی: Monroe County, Wisconsin) یک سکونتگاه مسکونی در ایالات متحده آمریکا است که در ویسکانسین واقع شده‌است.

## خصوصیات
شهرستان مونروو ۲٬۳۵۱٫۷۲ کیلومترمربع مساحت دارد.